# Викупна операція
Викупна операція — державна кредитна операція, проведена урядом Російської імперії у зв'язку зі знищенням кріпосного права у 1861 році. Операція була проведена з метою сприяти переходу надільної землі у власність селян. До викупу селяни, залишаючись особисто вільними, продовжували розплачуватися за користування поміщицькою землею через панщину і оброк (так звані «тимчасовозобов'язані селяни»).

## Суть операції
Викупна операція здійснювалася згідно з «Положенням про викуп»: «Уряд позичає під придбані селянами землі певну суму, з розстрочкою сплати її на тривалий термін» (ст. 4-а). Оскільки селяни не могли виплатити поміщику повну суму вартості землі, уряд перебрав на себе викупну функцію. Для отримання коштів на позички уряд випустив особливі процентні папери, як це буває при звичайному довгостроковому кредиті. Розстрочка була встановлена в 49 1 / 2 років з щорічною виплатою селянами уряду 6 % від суми заборгованості (щорічний «викупний платіж»).
Уряд приймав на себе сплату відсотків і капіталу за виданими поміщикам процентним паперів, а селяни робилися з тимчасовозобов'язаних селянами-власниками і ставали в безпосереднє відношення до уряду щодо сплати відсотків і погашення за виданими викупним позиках.